# Správní rada vysoké školy
Správní rada je dozorčí orgán veřejné vysoké školy, který vydává souhlas nabytí nebo převodu nemovitého nebo movitého majetku vyšší hodnoty, ke zřízení věcného břemena nebo předkupního právo a založení právnické osoby a vkladům majetku do ní.
Dále se vyjadřuje k dlouhodobému záměru školy, jejímu rozpočtu, výročním zprávám a jiným otázkám, které jim předloží rektor nebo ministr školství.  
Členové rady, kteří nemohou být zaměstnanci dané vysoké školy, jsou představitelé veřejného života, územní samosprávy a státní správy, které po projednání s rektorem jmenuje na šest let a odvolává ministr školství. Rada musí mít devět členů nebo více, vždy ale musí být počet členů dělitelný třemi. To proto, že po dvou letech je vždy obměněna třetina členů. 
Správní rada se řídí zákonem č. 111/1998 Sb. o vysokých školách, Statutem školy a Statutem správní rady, který schvaluje ministr.

## Historie
Správní rady byly na veřejných vysokých školách zřízeny 1. ledna 1999 nabytím účinnosti § 14 zákona č. 111/1998 Sb. o vysokých školách.